# Статья 228 Уголовного кодекса РФ
Статья 228 Уголовного кодекса РФ устанавливает ответственность за покупку, хранение, перевозку, изготовление и переработку наркотических и психотропных веществ, а также растений, из которых эти вещества производят. Носит название «народная статья». Также «народной» называют и статью 228.1, устанавливающую ответственность за незаконные производство, сбыт или пересылку наркотических средств, психотропных веществ или их аналогов.
Каждый седьмой приговор в России выносится по статье 228. По разным оценкам, более 20 % заключённых отбывает наказание по данной статье.
Одно из самых резонансных дел, связанных с 228-й статьёй — дело Ивана Голунова.